# Szatki (obwód niżnonowogrodzki)
Szatki (ros. Шатки) – osiedle typu miejskiego w Rosji, w obwodzie niżnonowogrodzkim, ośrodek administracyjny rejonu szatkowskiego. W 2010 liczyło 9652 mieszkańców.